# جاك لوي جونيور
جاك لوي جونيور (بالإنجليزية: Jack Lowe, Jr.)‏ هو شخصية أعمال أمريكي، ولد في 1939.